# تايلر باتلر
تايلر باتلر هو لاعب هوكي الجليد كندي، ولد في 8 يوليو 1979 في Kanata, Ontario ‏ في كندا.

## وصلات خارجية
- تايلر باتلر على موقع دوري الهوكي الوطني (الإنجليزية)
- تايلر باتلر على موقع EliteProspects.com (الإنجليزية)
- تايلر باتلر على موقع HockeyDB.com (الإنجليزية)